# ولاد حماد الغريبة (سيدي فاتح)
ولاد حماد الغريبة هو دُوَّار يقع بجماعة سيدي عزوز، إقليم سيدي قاسم، جهة الرباط سلا القنيطرة في المملكة المغربية. ينتمي الدوّار لمشيخة سيدي فاتح التي تضم 11 دوار. يقدر عدد سكانه بـ 1356 نسمة حسب الإحصاء الرسمي للسكان والسكنى لسنة 2004.

## روابط خارجية
- البوابة الوطنية للجماعات الترابية
- المندوبية السامية للتخطيط